# Pardubice (região)
Pardubice (tcheco: Pardubický kraj) é uma região da República Checa. Sua capital é a cidade de Pardubice.

## Distritos
A região de Pardubice está dividida em 4 distritos:
|                 |          | \| Nome \| Área km²[1] \| População (31/12/2005)[1] \| \| --------------- \| ----------- \| ------------------------- \| \| Chrudim \| 1 030 \| 104 575 \| \| Pardubice \| 889 \| 160 931 \| \| Svitavy \| 1 335 \| 101 827 \| \| Ústí nad Orlicí \| 1 265 \| 138 691 \| |
| Nome            | Área km² | População (31/12/2005) |
| Chrudim         | 1 030    | 104 575 |
| Pardubice       | 889      | 160 931 |
| Svitavy         | 1 335    | 101 827 |
| Ústí nad Orlicí | 1 265    | 138 691 |

## Cidades
| - Pardubice - Česká Třebová - Chrudim - Holice - Hlinsko | - Králíky - Lanškroun - Litomyšl - Moravská Třebová - Polička | - Přelouč - Svitavy - Ústí nad Orlicí - Vysoké Mýto - Žamberk |